# Blackwall Point

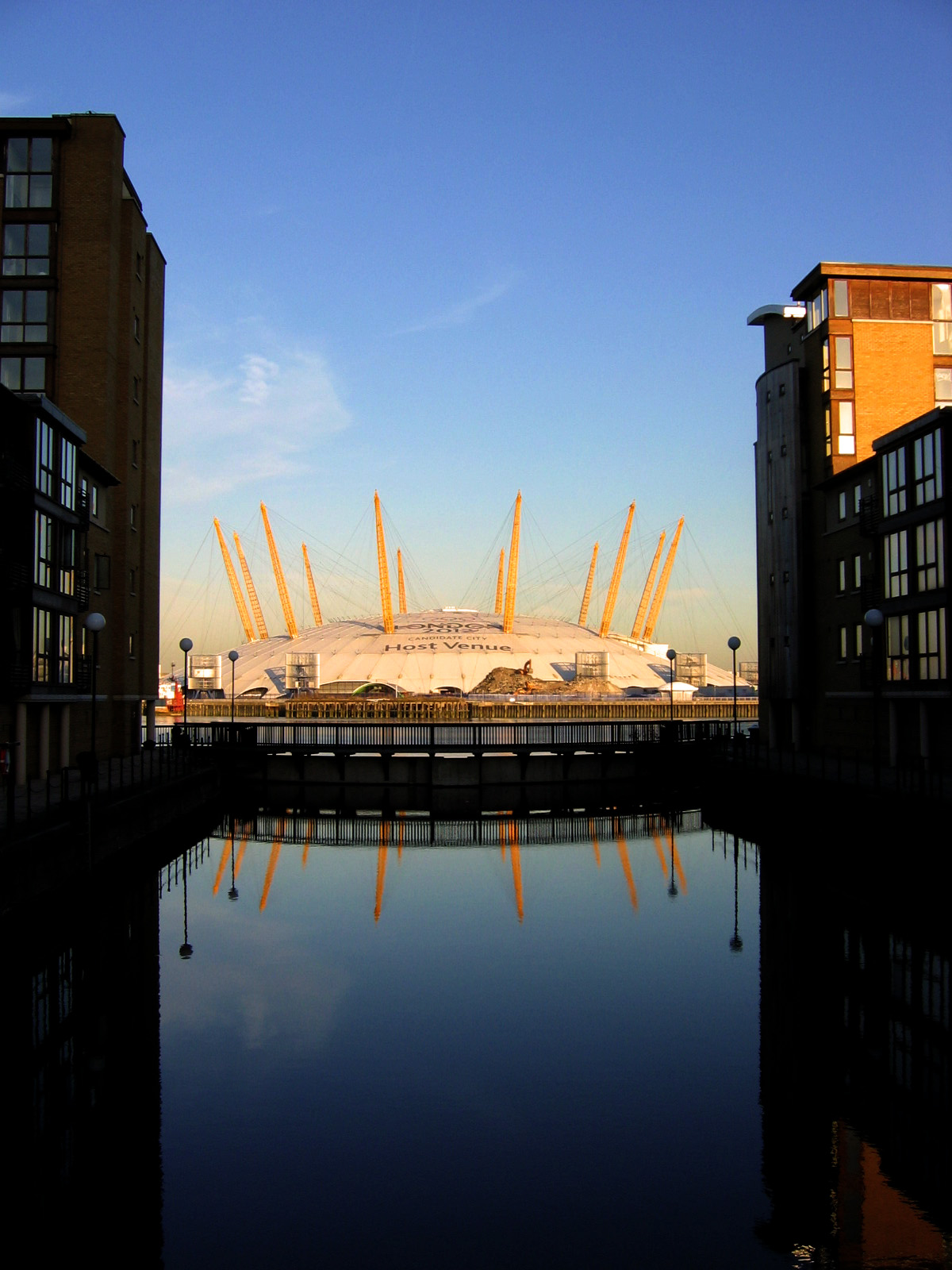
Blick auf The O₂ von Westen (2005)

Blackwall Point ist der nördlichste Punkt der Greenwich Peninsula im Londoner Eastend. Dieses Gebiet liegt am südlichen Ufer der Themse und gehört zum Londoner Stadtviertel Greenwich und nicht etwa zum nördlich der Themse liegenden Stadtteil Blackwall.
Benannt ist dieses Gebiet nach dem dortigen Flussabschnitt der Themse, dem Blackwall Reach.
Von den 1890er-Jahren bis 1981 war am Blackwall Point das Kraftwerk Blackwall Point, ein Kohlekraftwerk, in Betrieb. Heute befindet sich auf dem Areal The London Soccerdome, in nördlicher Nachbarschaft steht The O₂. Das auch als Millennium Dome bekannte, größte freitragende Gebäude im Vereinigten Königreich.
Koordinaten: 51° 30′ 17,6″ N, 0° 0′ 9,1″ O